# Achille Starace
Achille Starace (Sannicola, 18 de agosto de 1889-Milán, 29 de abril de 1945) fue un político italiano, destacada figura de la Italia fascista y prominente líder del Partido Nacional Fascista (PNF) en los años anteriores a la Segunda Guerra Mundial. También ejerció otros cargos destacados, como presidente del Comité Olímpico Nacional Italiano y lugarteniente de la Milicia Voluntaria para la Seguridad Nacional (MVSN).

## Primeros años
Starace nació en Sannicola en aquel tiempo una división de Gallipoli (Apulia) al sur de Italia cerca de Lecce, hijo de una familia salentina acomodada. Achille Starace estudió en el Instituto Técnico de Lecce, en donde obtuvo el grado de contador. Luego prosiguió sus estudios en Venecia, que abandonó para alistarse en 1909 en el Regio Esercito —Ejército Real—; en 1912 llegó a ser Sottotenente —segundo teniente— de los Bersaglieri.
Debido a sus acciones durante la Primera Guerra Mundial, Starace fue condecorado por su servicio, ganó una Medaglia d'Argento al Valore Militare (Medalla de Plata al Valor Militar). En plena guerra, el 15 de marzo de 1917 se afilió a la masonería, en la logia "La Vedetta" de Udine.
Posteriormente a la guerra, Achille abandonó el ejército y se trasladó a Trento, donde tuvo su primer contacto con el naciente movimiento fascista.
Starace, un gran nacionalista, se unió al movimiento fascista en Trento en 1920 y rápidamente llegó a ser su secretario político. En 1921 sus esfuerzos llamaron la atención de Benito Mussolini, quien lo puso a cargo de la organización fascista en Trentino-Alto Adigio. En octubre de 1921, Achille Starace fue designado vicesecretario del Partito Nazionale Fascista o PNF —Partido Nacional Fascista—. En octubre de 1922, participó en la Marcia su Roma —Marcha sobre Roma— liderando un escuadrón de Camisas negras —Camicie Nere, CCNN o Squadristi— en apoyo a Mussolini.

## Prominencia
Posteriormente, Starace fue nombrado inspector del partido de la Sicilia y miembro del Comité Ejecutivo del PNF. En 1923, después de dimitir como vicesecretario del partido, fue nombrado como comandante de la Milizia Volontaria per la Sicurezza Nazionale —Milicia Voluntaria para la Seguridad Nacional— en Trieste. La MVSN fue una milicia totalmente voluntaria creada a partir de la antigua organización de los Camisas negras.
En 1924, Starace fue elegido para la Cámara de Diputados y nombrado inspector del PNF. En 1926, Achille Starace llegó a ser una vez más el vicesecretario del PNF, y en 1928 se le nombró secretario del partido en Milán.

### Secretario del partido

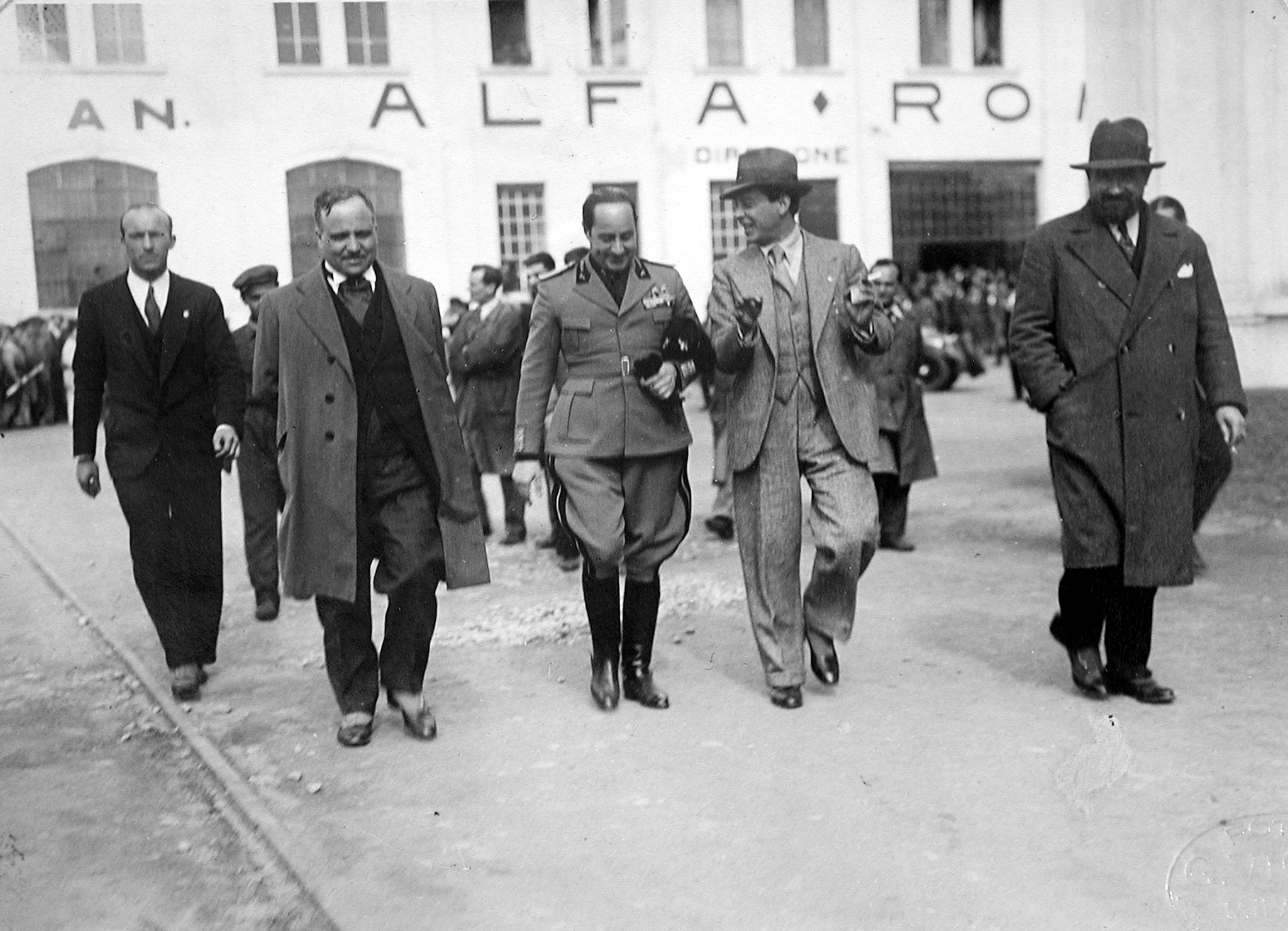
Starace (centro) e Italo Balbo (el primero de la derecha) durante una visita a la factoría Alfa Romeo.

En 1931, su carrera alcanzó su punto álgido cuando se hizo secretario del PNF. Fue nombrado para el cargo debido, principalmente, a su incuestionable y fanática lealtad a Benito Mussolini. Como secretario, Starace organizó desfiles masivos y marchas "espontáneas" de apoyo al régimen, además de promover en gran medida el culto a la personalidad de Mussolini. 
Otra de sus actividades, dentro de un espíritu de "nacionalismo extremo" fue imponer el uso de palabras "propiamente italianas" para reemplazar expresiones tomadas de idiomas extranjeros como sandwich, garage, chauffeur, o voleyball, rechazando las simples traducciones; también impuso la italianización de nombres artísticos o seudónimos. Una preocupación adicional de Starace era la promoción de los deportes con el propósito de dar "aspecto marcial" a los italianos, empezando por las milicias fascistas, estimulando las actividades físicas de todo tipo pero con finalidad de militarización social antes que promoción del bienestar o la salud. Starace mismo presumía de dar ejemplo de "deportividad" aunque con más espectacularidad que disciplina, saltando entre aros de fuego o practicando equitación saltando sobre automóviles.
Aunque Starace tuvo éxito en cuanto al aumento de la afiliación al partido, en los últimos años de su mandato como secretario falló en la reestructuración de la Opera Nazionale Balilla —Organización de la Juventud Fascista Italiana— bajo los modelos de las Juventudes Hitlerianas. Asimismo, no logró inspirar un entusiasmo nacional de las masas urbanas hacia el fascismo, similar al que el NSDAP gozaba en Alemania. Starace se desempeñó como secretario por ocho años, más tiempo que cualquier otro secretario del partido. Sin embargo, a mediados de la década de 1930 se había ganado numerosos enemigos en la jerarquía del partido.

### Héroe de guerra
En 1935, Starace, con grado de coronel, tomó un permiso de ausencia como secretario del Partido Nacional Fascista, para participar en la invasión italiana de Abisinia (actual Etiopía) y luchó en el frente norte. En marzo de 1936, después de la batalla de Shire, le dio el mando de un grupo mixto de camisas negras y bersaglieri que se reunió en Asmara, Eritrea. Ese mismo mes, Starace y su «columna mecanizada» transportable en camiones se dispusieron a avanzar por agrestes caminos para apoderarse de Gondar, la capital de la provincia de Begemder. Antes de partir, L'uomo pantera —el "hombre pantera" como se hizo llamar— dio el siguiente discurso a sus hombres:

Soldados, esta es la más arriesgada, dificultosa e importante operación de la campaña, no desperdicien un tiro. La munición que transportamos es toda de la que vamos a disponer en este viaje. Esta columna debe ser como un cable de alta tensión. ¡Muerte al tacto! Los conductores de camiones deben aprender a mantenerse a la derecha de la carretera, bajo pena de severas sanciones.

Gran Bretaña es una nación rica, Italia un país pobre, pero la gente de estados pobres tiene músculos fuertes. La única manera de explicar las acciones de los ingleses es que ellos pensaron que el solo hecho de enviar una gran flota al Mediterráneo haría que el premier Mussolini se quitase el sombrero y se sometiese.

En lugar de ello, él se encabritó como un purasangre y envió a sus combatientes a África.

Las habilidades en la construcción de carreteras de los hombres de Starace jugaron un papel igualmente importante que su destreza en combate. A la mañana siguiente al discurso, el 1 de abril de 1936, la columna entró triunfalmente a Gondar y dos días más tarde llegó al lago Tana, asegurando la frontera con el Sudán británico. La «Columna rápida del África Oriental» (Colonna Celere de África Oriental) había cubierto alrededor de 120 km en tres días.

### Retorno a la secretaría del partido
Después de su campaña en Etiopía, Starace reasumió sus deberes en el Partido y siguió siendo objeto de controversia, o hasta de burlas por su estilo pomposo y de extrema adulación a Mussolini. Por ejemplo, Starace decretó que todas las banderas utilizadas por el Partido deberían ser confeccionadas de «Lanital», una fibra textil italiana basada en caseína e inventada en 1935 y que de acuerdo a Starace era un «producto del ingenio italiano». En 1936, Dino Grandi el embajador de Italia en Gran Bretaña apareció vistiendo un traje que aseguraba hecho de 48 pintas de leche descremada.
Durante la crisis de Múnich, Starace fue un elocuente defensor de la Tercera República Francesa, estando de acuerdo con la vuelta de Túnez a Italia. No obstante, mostraba dudas sobre la conveniencia del Pacto de Acero de Italia con el Tercer Reich.
El 25 de julio de 1938 Starace, como secretario general del Partido, refrendaba el contenido del «Manifiesto de la raza» (Il Fascismo e i problemi della razza, publicado anónimamente diez días antes), elogiándolo como instrumento de la «política racista» del régimen para lograr el «mejoramiento cuantitativo y cualitativo de la raza». Esta línea de acción culminó en septiembre con la aprobación de una serie de medidas antisemitas, en el marco de las leyes raciales promulgadas hacia el final de su mandato al frente del PNF.
Tras la invasión italiana de Albania, en el verano de 1939 fue comisionado para dirigir la fascistización del país, organizando allí el PNF, los Fasci Italiani all'Estero (FIE) y el naciente Partido Fascista Albanés. En octubre de 1939, Starace fue finalmente destituido como secretario del Partido, en favor del popular Ettore Muti. Fue nombrado Jefe del Estado Mayor de la Milicia Voluntaria para la Seguridad Nacional (MVSN) y con este cargo participó en la invasión italiana de Grecia en octubre de 1940, hasta que fue despedido por presunta incompetencia en mayo de 1941. Fue sucedido por Enzo Galbiati.

## Últimos años. Apresamiento y muerte

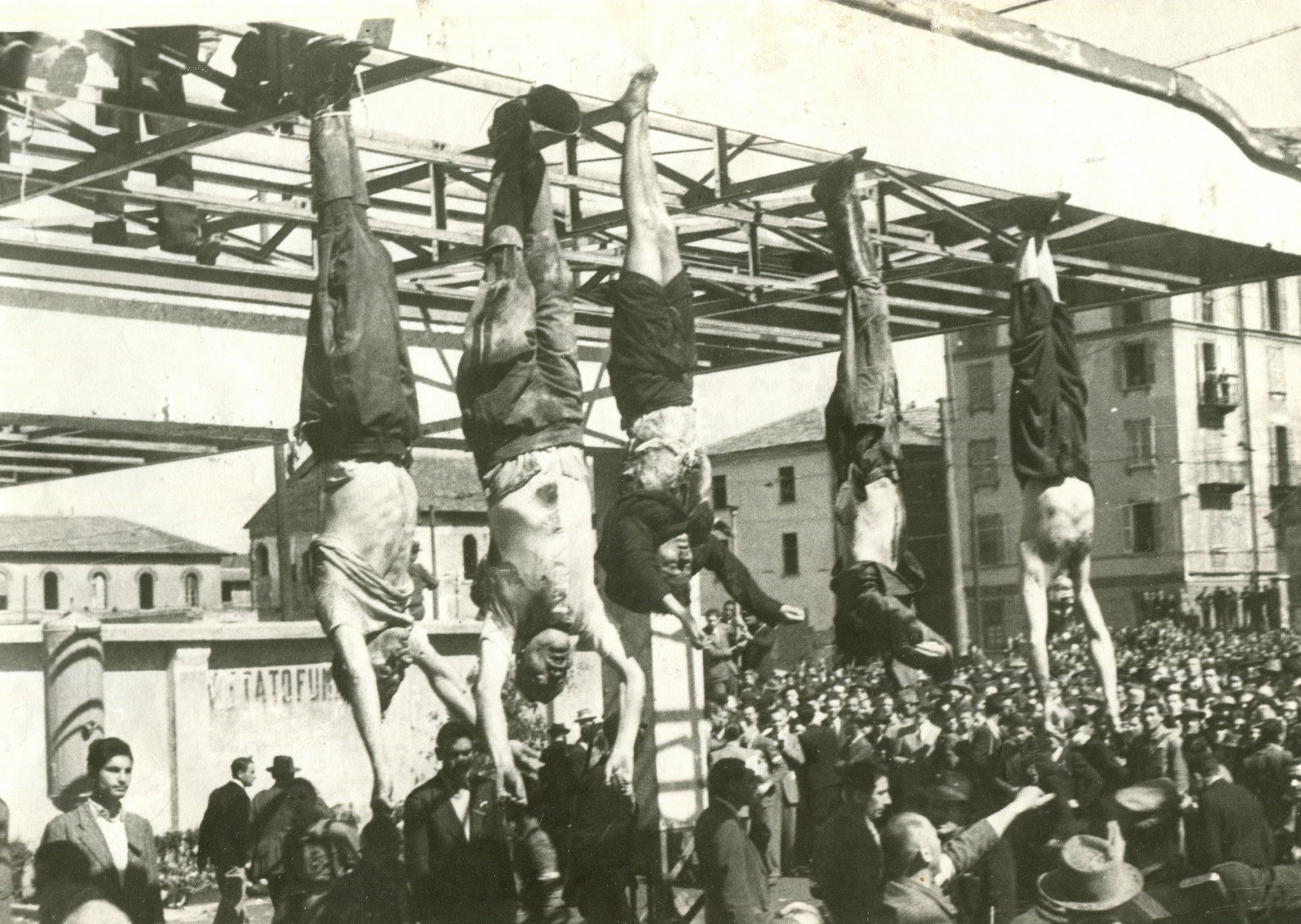
De Izq., a Der., los cuerpos de Bombacci, Mussolini, Clara Petacci, Pavolini y Achille Starace exhibidos en la Plaza de Loreto.

En septiembre de 1943, tras la caída del régimen de Mussolini, Starace fue arrestado por el gobierno realista de Pietro Badoglio, a pesar de que su verdadero poder político había finalizado dos años atrás tras caer en desgracia.
Tras la invasión alemana de Italia, Starace huyó hacia el territorio de la República Social Italiana donde trató de recuperar el favor de Mussolini, pero el régimen de Saló ordenó arrestarlo de nuevo. Esta vez fue encarcelado en un campo de concentración en Verona acusado de haber debilitado el Partido Fascista durante su largo mandato como secretario del mismo. Starace fue finalmente liberado en septiembre de 1944 y se trasladó a Milán; desempleado y sin opciones de volver a la política o la milicia, subsistió con ayuda de su hija y de la federación fascista milanesa. En la primavera de 1945 el régimen de Saló se estaba derrumbando, al tiempo que los alemanes emprendían la retirada hacia Austria y los "partisanos" antifascistas bajaban de las montañas y se hacían con el control de la situación.
La mañana del 29 de abril de 1945, mientras se disponía a realizar sus ejercicios en atuendo gimnástico por las calles de Milán, fue reconocido por un grupo de partisanos que le arrestaron sin oponer resistencia. Tras ser subido a un camión descubierto y recibir las burlas y rechiflas de las masas callejeras, se le realizó una farsa de juicio sumario en las instalaciones del Politécnico milanés, fue condenado a muerte y llevado a la Piazzale Loreto donde en estación de servicio de gasolina ya estaban colgados hacía horas los cadáveres del Duce, Clara Petacci, Nicola Bombacci y Alessandro Pavolini, jerarcas fascistas fusilados el día anterior en Dongo y trasladados a Milán. Starace realizó un saludo fascista al cadáver de su líder antes de ser fusilado en ese mismo punto, siendo colgado su cadáver junto a los demás.